# Mierucin (powiat mogileński)
Mierucin – wieś w Polsce, położona w województwie kujawsko-pomorskim, w powiecie mogileńskim, w gminie Dąbrowa. Liczba ludności wynosi (2011) 288 osób.

## Podział administracyjny
W latach 1975–1998 miejscowość należała administracyjnie do województwa bydgoskiego.

## Demografia
Według Narodowego Spisu Powszechnego (2011) liczyła 288 mieszkańców. Jest siódmą co do wielkości miejscowością gminy Dąbrowa.